# Nesle-la-Reposte
Nesle-la-Reposte is een gemeente in het Franse departement Marne (regio Grand Est) en telt 90 inwoners (2009). De plaats maakt deel uit van het arrondissement Épernay.

## Geografie
De oppervlakte van Nesle-la-Reposte bedraagt 10,2 km², de bevolkingsdichtheid is dus 8,8 inwoners per km².
De onderstaande kaart toont de ligging van Nesle-la-Reposte met de belangrijkste infrastructuur en aangrenzende gemeenten.

## Demografie
Onderstaande figuur toont het verloop van het inwonertal (bron: INSEE-tellingen).